# Aho-Girl
Aho Girl (アホガール Aho gāru, n.đ. '"Cô nàng ngốc nghếch"') là một bộ manga hài được viết và minh họa bởi Hiroyuki. Ban đầu nó được xuất bản trong Tuần san Shonen Magazine từ ngày 28 tháng 11 năm 2012 và được xuất bản trên Bessatsu Shonen Magazine từ tháng 7 năm 2015. Bộ manga kết thúc vào 15 tháng 12 năm 2017 với 12 tập đã được phát hành.

## Nội dung
Câu chuyện kể về cuộc sống hàng ngày của cô gái Hanabatake Yoshiko, được biết đến là một đứa con gái ngốc nghếch. Cô liên tục hay quấy rầy và gây phiền nhiễu cho anh bạn hàng xóm Akutsu Akuru, và dù cậu có đấm hoài đấm mãi thì cô nàng cũng không thể khôn lên được.

## Nhân vật

### Nhân vật chính
Hanabatake Yoshiko (花畑 よしこ)
Lồng tiếng bởi: Yūki Aoi
Akutsu Akuru (阿久津 明)
Lồng tiếng bởi: Sugita Tomokazu
Sumino Sayaka (隅野 さやか)
Lồng tiếng bởi: Harada Sayaka
Trưởng ban tác phong (風紀委員長 Fūki i'inchō)
Lồng tiếng bởi: Uesaka Sumire

### Nhân vật phụ
Hanabatake Yoshie (花畑 よしえ)
Lồng tiếng bởi: Hikasa Yoko
Kurosaki Ryūichi (黒崎 龍一)
Lồng tiếng bởi: Yashiro Taku
Akutsu Ruri (阿久津 瑠璃)
Lồng tiếng bởi: Senbongi Sayaka
Oshieda Atsuko (押枝 あつこ)
Lồng tiếng bởi: Satō Rina
Chó (犬 Inu)
Lồng tiếng bởi: Namikawa Daisuke
Inui Rinko (乾 凛子)
Eimura Akane (栄村 茜)
Lồng tiếng bởi: M·A·O
Hīragi Kii (柊 姫衣)
Lồng tiếng bởi: Maeda Rena
Shīna Kuroko (椎名 黒子)
Lồng tiếng bởi: Iguchi Yuka

## Sản xuất
Manga được đăng dài kỳ trên Tuần san Shōnen Manzine của Kodansha bắt đầu từ ngày 28 tháng 11 năm 2012. Một manga cross-over với Love Hina đã được phát hành vào ngày 27 tháng 8 năm 2014. Bắt đầu từ tháng 7 năm 2015, Aho Girl đã được chuyển và xuất bản trên Bessatsu Shōnen Manzine. Bộ  truyện kết thúc vào ngày 15 tháng 12 năm 2017 với 12 tập đã được phát hành.
| #  | Ngày phát hành Tiếng Nhật | ISBN Tiếng Nhật   |
| -- | ------------------------- | ----------------- |
| 1  | 17 tháng 5 năm 2013       | 978-4-06-384871-7 |
| 2  | 17 tháng 10 năm 2013      | 978-4-06-394954-4 |
| 3  | 17 tháng 4 năm 2014       | 978-4-06-395057-1 |
| 4  | 16 tháng 8 năm 2014       | 978-4-06-395166-0 |
| 5  | 15 tháng 1 năm 2015       | 978-4-06-395293-3 |
| 6  | 15 tháng 5 năm 2015       | 978-4-06-395393-0 |
| 7  | 9 tháng 3 năm 2016        | 978-4-06-395610-8 |
| 8  | 7 tháng 10 năm 2016       | 978-4-06-395754-9 |
| 9  | 9 tháng 6 năm 2017        | 978-4-06-395953-6 |
| 10 | 6 tháng 10 năm 2017       | 978-4-06-510239-8 |
| 11 | 9 tháng 11 năm 2017       | 978-4-06-510629-7 |
| 12 | 15 tháng 12 năm 2017      | 978-4-06-510583-2 |

#### Anime
Phiên bản anime chuyển thể do Diomedéa sản xuất và bắt đầu phát sóng từ ngày 4 tháng 7 năm 2017.  Kusakawa Keizou làm đạo diễn, Tamaki Shingo chỉ đạo sản xuất. Aoshima Takashi phụ trách kịch bản. Anime được phát sóng trên Tokyo MX, Sun TV và BS11. Nền tảng phát phim trực tuyến Crunchyroll cũng phát sóng bộ anime này.
Ca khúc chủ đề là "Zenryoku ☆ Summer!" (全力 ☆ Summer! "Toàn Lực ☆ Mùa Hè"?) được thực hiện bởi Angela. Ca khúc cũng được phát hành dưới dạng một đĩa đơn vào ngày 5 tháng 7 năm 2017. Chủ đề kết thúc là "Odore! Kyūkyoku Tetsugaku" được thực hiện bởi Uesaka Sumire, người lồng tiếng cho nhân vật Trưởng ban tác phong.

## Ảnh hưởng
Tại Nhật Bản, tập 1 đạt vị trí thứ 43 trên bảng xếp hạng Oricon hàng tuần và đến ngày 18 tháng 5 năm 2013, tập 1 đã bán được 27.861 bản. Các tập 2 đến 6 xếp hạng trong khoảng từ 22 đến 24. Từ tập 7 đến tập 24 có khoảng 30 ngàn bản được bán trong tuần đầu tiên.